# Station Villers-Saint-Sépulcre
Station Villers-Saint-Sépulcre is een spoorwegstation in de Franse gemeente Villers-Saint-Sépulcre.